# Grad (Delčevo)
Grad (en macédonien Град) est un village de l'est de la Macédoine du Nord, situé dans la municipalité de Deltchevo. Le village comptait 534 habitants en 2002.

## Démographie
Lors du recensement de 2002, le village comptait :
- Macédoniens : 518
- Turcs : 15
- Serbes : 1